# انادنانترا پرگرینا
انادنانترا پرگرینا (نام علمی: Anadenanthera peregrina var. peregrina) نام یک جوره از گونه یوپو جوپو است.